# 列日圣朗贝尔站
列日圣朗贝尔站（法語：Gare de Liège-Saint-Lambert），原名列日宫殿站（法語：Gare de Liège-Palais），是比利时列日省省会列日的鐵路車站，临近圣朗贝尔广场。